# Joanna Moore
Joanna Moore, pseudonimo di Dorothy Joanne Cook (Parrott, 10 novembre 1934 – Indian Wells, 22 novembre 1997), è stata un'attrice statunitense.
Per gli schermi cinematografici prese parte tra il 1957 e il 1986 a 17 film, mentre per il piccolo schermo diede vita a numerosi personaggi in oltre 70 produzioni dal 1956 al 1980.

## Biografia
Figlia di uno scienziato atomico, Henry Anderson Cook III, e dell'insegnante Dorothy Martha English, durante l'adolescenza studiò pianoforte e altri strumenti musicali, oltre a praticare il canto e la pittura. Fece il suo debutto al cinema e in televisione a metà degli anni cinquanta. Per la TV interpretò, tra gli altri, Peggy Peg McMillan, uno degli interessi amorosi del protagonista Andy Taylor, in quattro episodi della serie The Andy Griffith Show (1962). Dagli anni cinquanta fece numerose apparizioni in veste di guest star o interpretando personaggi perlopiù minori in numerosi episodi di serie televisive, come Route 66, Hawaiian Eye, Alcoa Premiere, L'ora di Hitchcock, Il fuggiasco, Il virginiano e F.B.I..
Tra i personaggi a cui diede vita sul grande schermo, pur senza giungere a ruoli da protagonista, si possono ricordare Penny Spencer in L'assassino sul tetto (1957), Marcia Linnekar in L'infernale Quinlan (1958) di Orson Welles, Little Brandy in Il sentiero della rapina (1958) di Jesse Hibbs, Miss Precious in Anime sporche (1962) di Edward Dmytryk, Desiree de la Roche in Professore a tuttogas (1963) di Robert Stevenson, Angie Coe, la ragazza del saloon, in Nevada Smith (1966) di Henry Hathaway, Melanie Smooth in L'incredibile furto di Mr. Girasole (1968) di Jerry Paris e Mrs. Channing in Hindenburg (1975) di Robert Wise. 
Fu sposata dal 1963 al 1967 con l'attore Ryan O'Neal, dal quale ebbe due figli: gli attori Griffin e Tatum O'Neal. In questo periodo la Moore cominciò a far uso di alcol e droghe, in particolare amfetamine. Continuò a recitare, ma la sua depressione peggiorò con il divorzio da O'Neal. Nel 1970 fu ricoverata presso il Camarillo State Hospital. L'anno successivo venne arrestata per guida in stato di ubriachezza dopo una furibonda lite con O'Neal davanti ai loro figli nella casa di lui a Malibù. Dopo l'arresto, perse la custodia dei figli.
Dagli anni settanta venne sostenuta finanziariamente dalla figlia Tatum, che era intanto diventata un'attrice di successo sin dall'età di 10 anni. La Moore continuò ad abusare di droghe e alcol e fu arrestata altre cinque volte durante gli anni ottanta. Nel febbraio del 1975, sposò l'appaltatore Gary L. Reeves, da cui poi divorziò nel 1977. Si ritirò dalle scene televisive dopo l'apparizione in un episodio della serie Poliziotto di quartiere (1976), mentre per il grande schermo l'ultimo ruolo affidatole fu quello nel film Run Chrissie Run! (1986). Morì a Indian Wells, in California, il 22 novembre 1997 e fu seppellita all'Oak Grove Cemetery di Americus, Georgia.

## Filmografia

### Cinema
- L'assassino sul tetto (Appointment with a Shadow), regia di Richard Carlson (1957)
- Slim Carter, regia di Richard Bartlett (1957)
- Lo strano caso di David Gordon (Flood Tide), regia di Abner Biberman (1958)
- L'infernale Quinlan (Touch of Evil), regia di Orson Welles (1958)
- Il sentiero della rapina (Ride a Crooked Trail), regia di Jesse Hibbs (1958)
- Ricerche diaboliche (Monster on the Campus), regia di Jack Arnold (1958)
- Addio dottor Abelman! (The Last Angry Man), regia di Daniel Mann (1959)
- Anime sporche (Walk on the Wild Side), regia di Edward Dmytryk (1962)
- Lo sceriffo scalzo (Follow That Dream), regia di Gordon Douglas (1962)
- Professore a tuttogas (Son of Flubber), regia di Robert Stevenson (1963)
- Il codice della pistola (The Man from Galveston), regia di William Conrad (1963)
- Nevada Smith, regia di Henry Hathaway (1966)
- Conto alla rovescia (Countdown), regia di Robert Altman (1967)
- L'incredibile furto di Mr. Girasole (Never a Dull Moment), regia di Jerry Paris (1968)
- J.C., regia di William F. McGaha (1972)
- Hindenburg (The Hindenburg), regia di Robert Wise (1975)
- Run Chrissie Run!, regia di Chris Langman (1986)

### Televisione
- Lux Video Theatre – serie TV, un episodio (1956)
- Carovane verso il West (Wagon Train) – serie TV, 2 episodi (1957-1964)
- Goodyear Theatre – serie TV, episodio 1x02 (1957)
- Harbormaster – serie TV, un episodio (1957)
- The Millionaire – serie TV, 2 episodi (1958-1959)
- The United States Steel Hour – serie TV, 2 episodi (1958-1961)
- Alfred Hitchcock presenta (Alfred Hitchcock Presents) – serie TV, 4 episodi (1958-1962)
- Perry Mason – serie TV, 2 episodi (1958-1963)
- Studio One – serie TV, un episodio (1958)
- Suspicion – serie TV, un episodio (1958)
- Kraft Television Theatre – serie TV, un episodio (1958)
- Bachelor Father – serie TV, un episodio (1958)
- Hawaiian Eye – serie TV, 2 episodi (1959-1963)
- The Rough Riders – serie TV, episodio 1x37 (1959)
- The Real McCoys – serie TV, un episodio (1959)
- Bourbon Street Beat – serie TV, episodio 1x01 (1959)
- The Rifleman – serie TV, un episodio (1959)
- Maverick – serie TV, episodio 3x08 (1959)
- Bat Masterson – serie TV, un episodio (1959)
- Avventure lungo il fiume (Riverboat) – serie TV, un episodio (1959)
- Gunsmoke – serie TV, 3 episodi (1960-1965)
- Tales of Wells Fargo – serie TV, un episodio (1960)
- Five Fingers – serie TV, un episodio (1960)
- Avventure in paradiso (Adventures in Paradise) – serie TV, episodio 1x21 (1960)
- The Rebel – serie TV, un episodio (1960)
- Hong Kong – serie TV, episodio 1x07 (1960)
- Route 66 – serie TV, 2 episodi (1961-1962)
- Gli intoccabili (The Untouchables) – serie TV, un episodio (1961)
- The Brothers Brannagan – serie TV, un episodio (1961)
- Follow the Sun – serie TV, episodio 1x14 (1961)
- Alcoa Premiere – serie TV, 2 episodi (1962-1963)
- Ripcord – serie TV, episodio 2x03 (1962)
- The Dick Powell Show – serie TV, episodio 1x19 (1962)
- Indirizzo permanente (77 Sunset Strip) – serie TV, episodio 4x34 (1962)
- The Andy Griffith Show – serie TV, 4 episodi (1962)
- Empire – serie TV, un episodio (1962)
- Il virginiano (The Virginian) – serie TV, 4 episodi (1963-1967)
- Going My Way – serie TV, episodio 1x17 (1963)
- Dakota (The Dakotas) – serie TV, episodio 1x10 (1963)
- Kraft Mystery Theater – serie TV, 2 episodi (1963)
- The Lieutenant – serie TV, episodio 1x18 (1964)
- L'ora di Hitchcock (The Alfred Hitchcock Hour) – serie TV, 2 episodi (1964-1965)
- Il fuggiasco (The Fugitive) – serie TV, 3 episodi (1964-1966)
- The Lieutenant – serie TV, un episodio (1964)
- Polvere di stelle (Bob Hope Presents the Chrysler Theatre) – serie TV, un episodio (1964)
- The Greatest Show on Earth - serie TV, episodio 1x29 (1964)
- Organizzazione U.N.C.L.E. (The Man from U.N.C.L.E.) – serie TV, un episodio (1965)
- Gli inafferrabili (The Rogues) – serie TV, episodio 1x24 (1965)
- Io e i miei tre figli (My Three Sons) – serie TV, episodio 6x09 (1965)
- Selvaggio west (The Wild Wild West) - serie TV, episodio 1x15 (1965)
- Peyton Place – soap opera , una puntata (1966)
- Daniel Boone – serie TV, un episodio (1966)
- I giorni di Bryan (Run for Your Life) - serie TV, episodio 2x10 (1966)
- Squadra speciale anticrimine (The Felony Squad) – serie TV, episodi 1x16 (1966)
- F.B.I. (The F.B.I.) – serie TV, 3 episodi (1967-1969)
- Il ladro (T.H.E. Cat) – serie TV, un episodio (1967)
- Vita da strega (Bewitched) – serie TV, un episodio (1967)
- Vacation Playhouse – serie TV, un episodio (1967)
- Cowboy in Africa – serie TV, un episodio (1967)
- Iron Horse – serie TV, episodio 2x14 (1967)
- Al banco della difesa (Judd for the Defense) – serie TV, un episodio (1969)
- Ai confini dell'Arizona (The High Chaparral) - serie TV, episodio 3x09 (1969)
- La tata e il professore (Nanny and the Professor) – serie TV, un episodio (1970)
- The Governor & J.J. – serie TV, un episodio (1970)
- Three Coins in the Fountain – film TV (1970)
- Reporter alla ribalta (The Name of the Game) – serie TV, un episodio (1970)
- Uno sceriffo a New York (McCloud) – serie TV, un episodio (1970)
- The Most Deadly Game – serie TV, un episodio (1970)
- Sulle strade della California (Police Story) – serie TV, un episodio (1974)
- Una famiglia americana (The Waltons) – serie TV, un episodio (1974)
- Kung Fu – serie TV, un episodio (1975)
- Bronk – serie TV, 2 episodi (1976)
- Petrocelli – serie TV, un episodio (1976)
- Poliziotto di quartiere (The Blue Knight) – serie TV, un episodio (1976)
- Scout's Honor, regia di Henry Levin – film TV (1980)